# Араслы, Эльвира Алиевна
Эльвира Алиевна Араслы (азерб. Elvira Əli qızı Araslı, при рождении Эльвира Алиевна (Али кызы) Амирасланова (азерб. Elvira Əli qızı Əmiraslanova); род. 22 мая 1937, Москва) — советская и азербайджанская писательница и художница.

## Биография
Родилась 22 мая 1937 года в Москве в семье учёного-геолога и педагога, члена-корреспондента АН СССР Али Амирасланова. Окончив школу, решила пойти по стопам отца и получила образование инженера-геолога. Однако, по-настоящему реализовать себя как творческой личности ей было суждено в литературе.
В конце 1970-х — начале 1980-х годов бакинское издательство «Гянджлик» выпустило ряд её сборников детских сказок, в том числе «Бабочка и ветер», «Остров Тин», «Волшебный зар», «Розовый город Антилопы». В общей сложности Эльвира Араслы является автором более десяти книг для детей и взрослых. 
Она являлась членом детской секции Союза писателей СССР. Является членом Союза писателей России и Союза писателей Азербайджана. Член Международной федерации художников. 
Её книги издаются в России, Азербайджане, во многих других странах[каких?].
В связи с дипломатической работой мужа Эльмана Араслы вот уже более сорока лет проживает в арабских странах, продолжая писательскую деятельность. 
В 2000-е годы из-под её пера вышли историко-культурологические книги о странах Ближнего Востока — «Королевство Саудовская Аравия глазами супруги дипломата» и «Иордания — любовь моя: записки супруги посла».
Её произведения переведены на арабский, английский, немецкий, французский, итальянский, испанский, чешский языки.
«Иордания - любовь моя (записки супруги посла)» была издана в Иордании в 2011 году. В 2012 году она была переведена на арабский язык. За данную книгу Эльвире Араслы присуждена премия «Всероссийское золотое перо» в номинации «Лучшая книга года» за 2008-2010 годы.
Помимо литературной деятельности пишет картины, вышивает гобелены, плетёт макраме и кружева.

## Произведения
- «Бабочка и ветер» (1977, 1981, Баку, Издательство «Гянджлик»)
- «Остров Тин» (1978, Баку, Издательство «Гянджлик»)
- «Волшебный зар» (1980, Баку, Издательство «Гянджлик»)
- «Розовый город Антилопы» (1982, Баку, Издательство «Гянджлик»)
- «Королевство Саудовская Аравия глазами супруги дипломата» (2003, Эр-Рияд, Издательство «Ghainaa Publications»)
- «Сказки старого Али» (2006, Баку, Издательство «Кавказ»)
- «Иордания — любовь моя: записки супруги посла» (2010, Амман, Издательство «Матаби аль-Дустур аль-Тиджария»)
- «Человек и его время (воспоминания об отце)»